# Unfinished Music No. 2: Life with the Lions
Unfinished Music No. 2: Life with the Lions é o segundo álbum de estúdio de John Lennon e Yoko Ono, lançado em 1969. Foi o sucessor do controverso Unfinished Music No.1: Two Virgins, sendo o predecessor de Wedding Album.
O álbum alcançou a posição de número 179 nas paradas dos Estados Unidos. O álbum, cujo título é baseado num programa da BBC, foi gravado num hospital em Londres e na Universidade de Cambridge, entre novembro de 1968 e março de 1969, respectivamente. Apesar de críticas, em maioria negativas pela mídia especializada, incluindo uma avaliação da Rolling Stone definindo o projeto como uma "besteira total" e de "mau gosto", o álbum foi remasterizado em 1997 na versão em CD.

## Faixas
Todas as músicas por John Lennon e Yoko Ono.
Lado A
1. "Cambridge 1969" – 26:31

Lado B
1. "No Bed for Beatle John" – 4:41
2. "Baby's Heartbeat" – 5:10
3. "Two Minutes Silence" – 2:00
4. "Radio Play" – 12:35

Faixas bônus (versão em CD)
1. "Song for John" – 1:29
2. "Mulberry" – 8:47

## Ficha técnica
- Yoko Ono – vocais, rádio
- John Lennon – vocais, guitarra, feedback
- John Tchicai – saxofone (faixa 1)
- John Stevens – percussão (faixa 1)
- Mal Evans – relógio (faixa 1)
- John Ono Lennon II – batidas de coração (faixa 3)